# Замбези
Замбе́зи (устар. Замбезе) — крупнейшая река Южной Африки, четвёртая по площади бассейна на континенте, а также третья по полноводности после Конго и Нигера..

## Этимология
Река впервые обнаружена португальцами в XVI веке. Название на картах и в документах писалось с большим разнобоем. Д.Ливингстон, посетивший реку в XIX веке, приводит формы Zembeze, Ambezi, Luambezi и др. Первична форма Амбези — «большая река». Вариант Луамбези содержит префикс лу-, обычный для речных названий на языках банту; в варианте Замбези префикс выражает силу, значительность, то есть не просто «большая река», а «великая, могучая река».

## Характеристика
Протяжённость реки — около 2660 км, площадь бассейна — 1 330 000 км². Средний расход воды вблизи устья реки 7000 м³/с. Бассейн Замбези, расположенный в промежутке между 9 и 20° южной широты и 18 to 36° восточной долготы, охватывает около 5 % территории Африки, что является четвёртым по величине показателем на континенте.
Исток реки находится в Замбии, далее река течёт через Анголу, по границе Намибии, Ботсваны, Замбии и Зимбабве к Мозамбику, где впадает в Индийский океан. Небольшой участок бассейна находится на территории Танзании.
Важнейшая достопримечательность Замбези — водопад Виктория, один из величайших водопадов мира. Также водопады Чавума на границе Замбии и Анголы и Нгамбве в Западной Замбии.
На реке построены 2 крупные гидроэлектростанции — Кариба ГЭС и Кабора-Басса ГЭС (в Мозамбике).

## Течение реки

Бассейн Замбези

Ландшафт в долине Замбези представляет собой ряд относительно плоских равнин, подверженных сезонным наводнениям и прерываемых крутыми участками водопадов и порогов. Реку можно разделить на три основных сегмента, каждый из которых характеризуется своим набором геоморфологических признаков. Первый их них — верховья — простирается от истоков вплоть до водопада Виктория (1078 км). Среднее течение ограничено водопадом сверху и началом прибрежной равнины Мозамбика ниже водохранилища Кахора-Баса снизу (853 км). Наконец, низовья реки заканчиваются дельтой, впадающей в Индийский океан (593 км).

### Верховья реки
Замбези берёт своё начало на пологом склоне Центральноафриканского нагорья на высоте 1524 метра над уровнем моря на северо-западе Замбии (район Икеленге, Северо-Западная провинция). В этом месте находится водораздел бассейнов рек Замбези и Конго: последние текут в северном и северо-западном направлении и в конечном счёте впадают в Атлантический океан. На начальном этапе Замбези также, как и притоки Конго, течёт на север, однако примерно через 30 км поворачивает на юго-запад, огибая возвышенность Калене. Далее река входит на территорию Анголы и ещё около 200 км течёт в юго-западном направлении, прежде чем поворачивает на юго-восток, в сторону Индийского океана.
В Анголе река принимает множество небольших притоков, самый крупный из которых — правый приток Луэна, берущий начало в песках Калахари. В районе водопада Чавума Замбези, пройдя через пороги, возвращается из Анголы в Замбию. Здесь, немного выше слияния с левым притоком Кабомпо и правым притоком Лунгвебунгу, река расширяется и образует обширную аллювиальную пойму, известную как Баротсе. Это очень пологий, ленивый участок мелководья длиной от 180 до 240 км, который в сезон дождей с ноября по апрель разливается в ширину до 30—40 км. Справа и слева от русла реки находятся многочисленные пересыхающие озёра, окаймлёнными заболоченными травянистыми долинами, называемыми дамбо. Во время паводков эти озёра абсорбируют большую часть водосбора Замбези, в том числе поступающего из Лунгвебунгу и других верхних притоков. В районе Баротсе, в 80 километрах ниже впадения Лунгвебунгу в Замбези впадает ещё один важный приток — река Луангинга. Замбези вновь сужается чуть выше водопада Нгонье.
Ниже водопада Нгонье следует участок реки длиной около 130 км до города Катима-Мулило, вдоль которого пески Калахари были частично разрушены, а серия порогов отмечает прохождение Замбези через выходы песчаников и кварцитов.
Далее ландшафт берегов Замбези становится плоским, течение здесь замедляется и постепенно разворачивается к юго-востоку. Саванна, через которую течёт река, уступает место кустарнику-бушу с пальмировыми пальмами. С востока в неё продолжают впадать многочисленные мелкие притоки, при этом на протяжении 240 км, вплоть до слияния с рекой Квандо, нет ни одного западного (правого) притока. Перед впадением Квандо река течёт через ряд порогов и стремнин, образует водопад Нгамбве, что делает невозможным судоходство на этом участке. К югу от водопада Нгамбве по Замбези проходит граница Замбии и Намибии, с севера ограничивая полосу Каприви — узкую и длинную полосу территории Намибии, простирающуюся на восток от основной территории страны вплоть до реки Замбези и разрывающую собой территории Ботсваны и Анголы.
После впадения Квандо Замбези резко поворачивает на восток. В этом месте широкая и мелкая Замбези течёт медленно, и на своём пути на восток, к границе большого центральноафриканского плато, река достигает разлома, в который она низвергается водопадом Виктория.

### Средняя Замбези

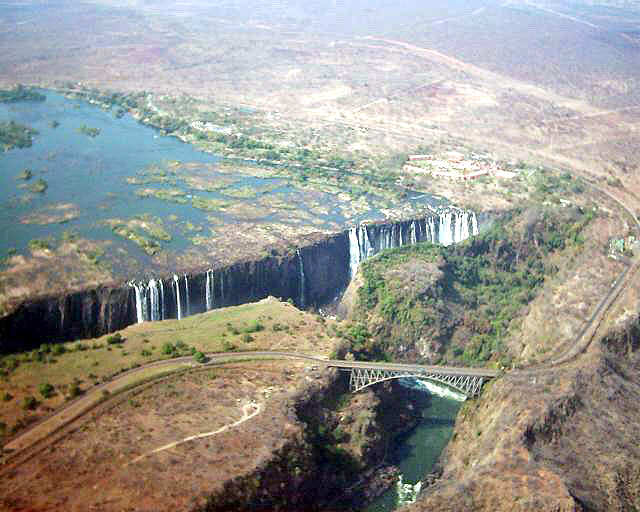
Водопад Виктория, конец верхнего течения и начало среднего течения Замбези. Вид сверху

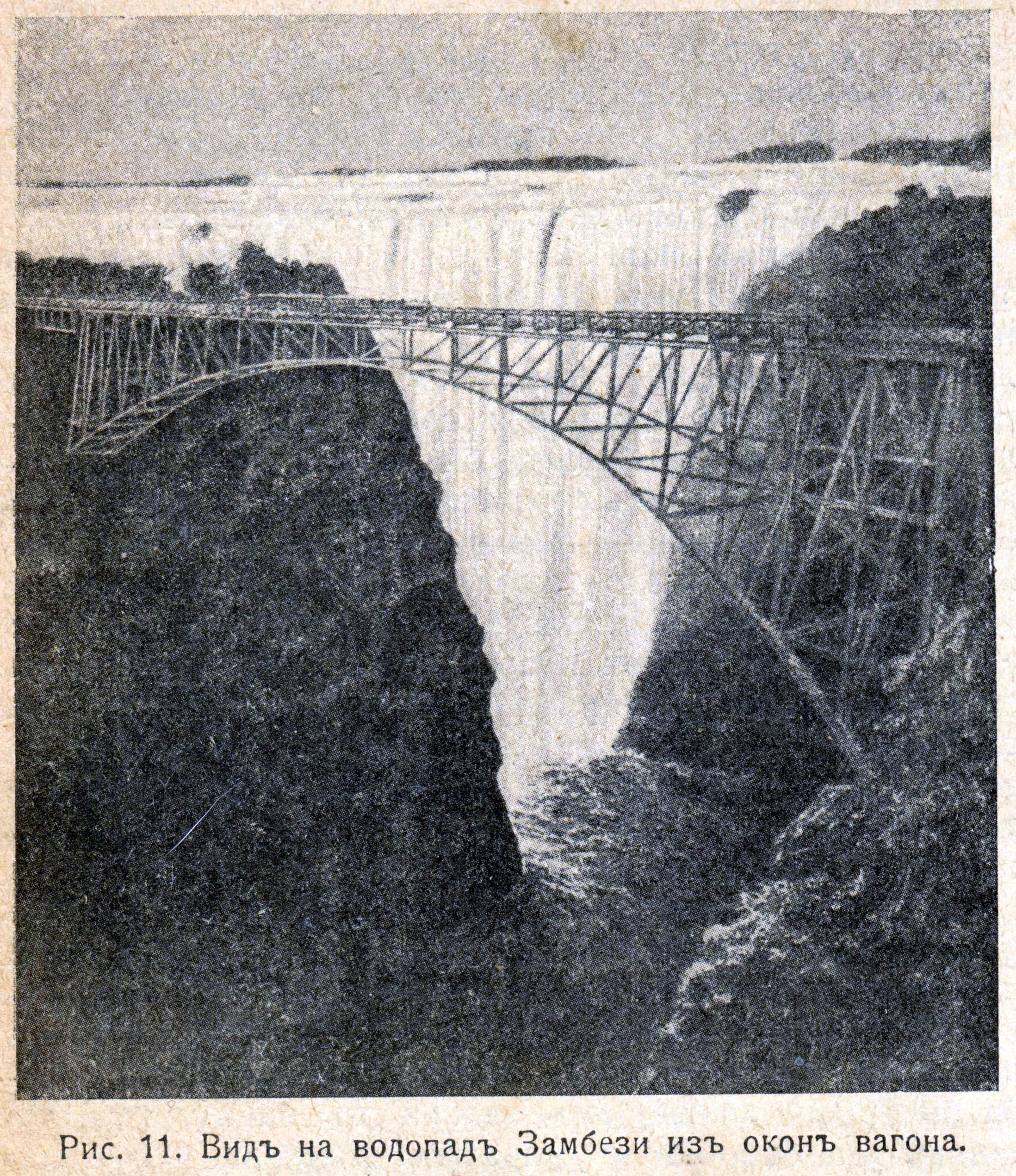
Водопад Виктория в 1915. Вид спереди

Водопад Виктория считается границей верхней и средней Замбези. Ниже него река продолжает течь на восток приблизительно ещё 200 км между холмов высотой 200—250 метров, прорезая 20-60-метровые перпендикулярные стены из базальта и преодолевая многочисленные пороги и стремнины. На этом участке урез воды понижается на 250 метров.
Наконец, река впадает в Карибское водохранилище (водохранилище Кариба), созданное в 1959 году после сооружения плотины гидроэлектростанции Кариба. Это водохранилище — одно из крупнейших искусственных озёр в мире, а ГЭС Кариба обеспечивает электроэнергией большую часть Замбии и Зимбабве.
Луангва и Кафуэ — два главных левых притока Замбези. Кафуэ впадает в Замбези глубоким спокойным потоком шириной около 180 м. В районе слияния с Луангвой Замбези переходит на территорию Мозамбика.
Средняя Замбези заканчивается впадением реки в водохранилище Кахора-Басса, созданное в 1974 году после строительства дамбы Кабора-Басса ГЭС.

### Нижняя Замбези

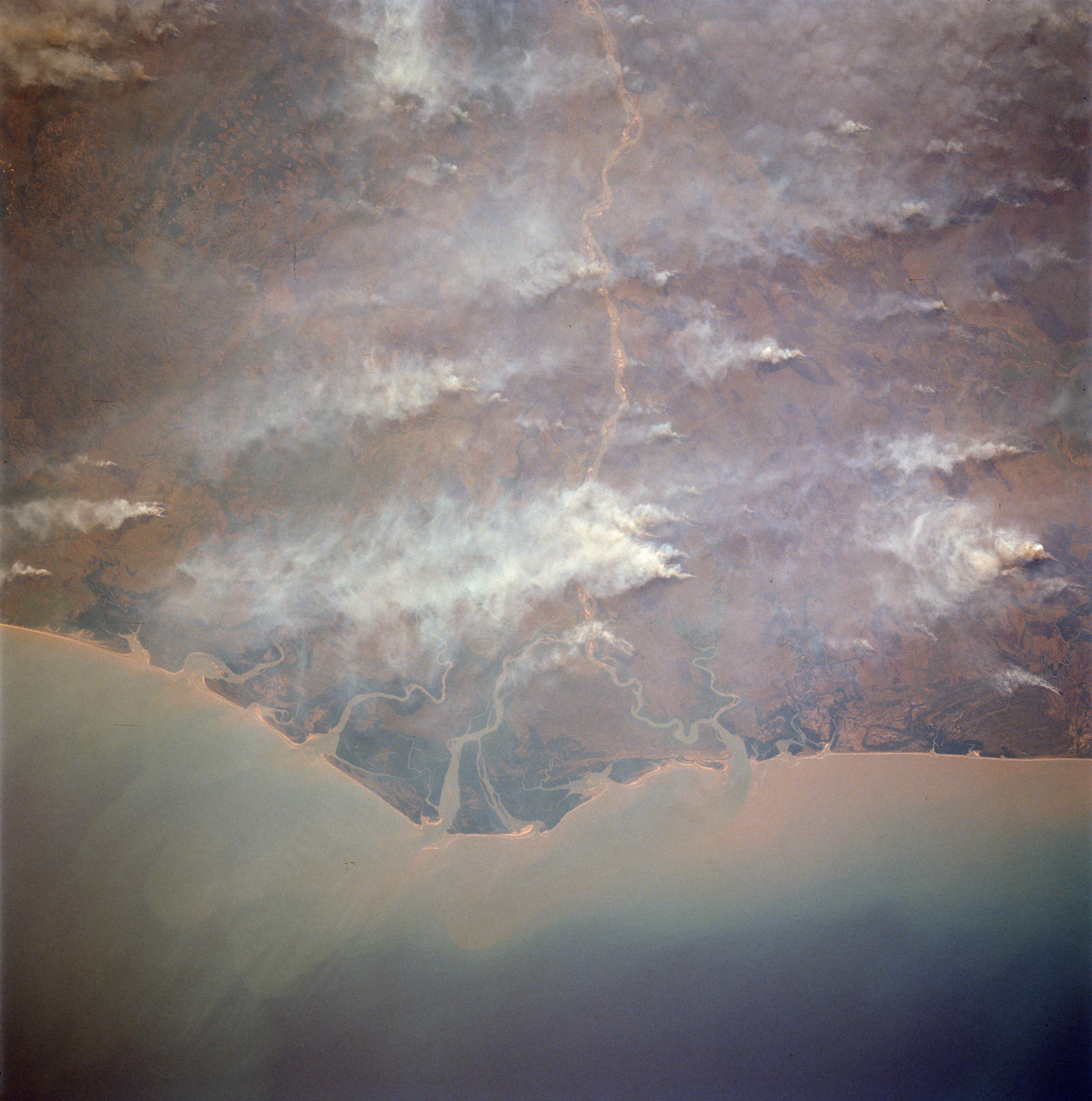
Дельта Замбези

650 км нижнего течения Замбези от Кабора-Басса ГЭС до Индийского океана судоходны, однако во время сухого сезона на реке образуется множество мелей. Это связано с тем, что русло проходит по широкой долине и река разливается на большой территории. Лишь в некоторых местах, таких как ущелье Лупата в 320 км от устья реки, Замбези течёт в каньоне, ограниченном высокими холмами. В этом месте ширина реки составляет не более 200 метров. В других местах она составляет от 5 до 8 км и её течение крайне медленно. Русло реки на этом участке песчаное. В отдельные периоды и особенно в дождливый сезон различные протоки реки объединяются в один широкий и быстрый поток.
Приблизительно в 160 км от океана Замбези через реку Шире пополняется водой из озера Ньяса. При приближении к Индийскому океану, река распадается на множество рукавов и формирует широкую дельту. Четыре основных рукава — Милэймб, Конгоун, Луабо и Тимбв — несудоходны из-за крупных песчаных наносов. Для навигации используется только северная ветвь Чайнд, имеющая минимальную глубину в 2 метра в начале и 4 метра в дальнейшем течении.
Сегодня дельта Замбези уже в два раза меньше, чем была ранее. Это связано с созданием Кариба и Кабора-Басса ГЭС, сглаживающими сезонные изменения в расходе реки.

## Притоки
Замбези имеет многочисленные притоки. Ниже описаны наиболее важные в порядке впадения от истока к устью.
Река Кабомпо начинает свой путь с возвышенностей, образующих восточный водораздел между системами Замбези и Конго. Она возникает при слиянии Верхней Кабомпо и несколько большей реки Лунга и впадает в Замбези к северу от города Лакалу. Впадающая в Замбези с запада несколько южнее слияния с Кабомпо река Лангвебангу в своём верхнем течении имеет ширину 200 м и течёт в долине через зону редколесья и белых песков. Пойма реки, время от времени заливаемая во время наводнений, имеет ширину около 3 км.
Река Квандо, наибольшая из западных притоков реки, начинается на центральном плато Анголы, далее формирует границу между Замбией и Анголой и совершает поворот на восток в Замбези. После него река проходит обширные болота с аллювиальными островами, достигающими в 110 км. В южной части изгиба присоединяет к себе воды Магвекваны, которая во время наводнений получает часть избыточной воды Окаванго. Эта избыточная вода поднимает уровень озера и Квандо на протяжении нескольких километров выше него. В нижнем течении Квандо расположена разрушенная столица племени Макололо.
Наибольший приток средней Замбези — Кафуэ, начинается в северной Замбии на возвышении 1350 метров в обширной лесной стране. В верховьях к ней присоединяется река Ланга или Луанга. Дамба Итежи-Тежи — важный источник гидроэлектрической энергии на реке Кафуэ. Река пересекает области дикой природы, наибольшая из которых защищена национальным парком Замбии — Кафуэ. В нижнем течении река проходит ряд водопадов и порогов, понижаясь на несколько сотен футов на расстоянии в 25 км.
Следующий большой левый приток — Луангва, которая начинается около северо-западного берега озера Малави, и в верховьях идёт параллельно его западным берегам. Луангва протекает в долине, ограниченной крутыми откосами плато. Его притоки — Лансемфва и Лаказаши, собирают воду с большой области западного плато Замбии. Луангва присоединяется к Замбези немного выше города Замбо.
Долина Луангвы — важный заповедник дикой природы. Включает в себя Северный и Южный национальные парки Луангва. Луангва определяет границу между Замбией и Мозамбиком на протяжении примерно 75 км до своего впадения в Замбези.
Крупные правые притоки среднего течения Замбези — Шангани, Саньяти, Ханьяни и Мазоэ, который начинается в Машоналанде и впадает в Замбези ниже дамбы Кахора-Басса.

## Исследование реки
Как минимум с начала XII берега Замбези населяли представители народа тонга. Начиная с VIII столетия на побережье Восточной Африки хозяйничали арабы. В частности, они на территории современного Мозамбика основали порт Софала и приобретали у суахилийских торговцев золото, слоновую кость и в меньшей степени рабов, взамен передавая им бусины и хлопчатобумажные ткани индийского происхождения. В свою очередь, суахили доставляли товар из глубины материка — из области в междуречье Замбези и Лимпопо, известной как Империя Мономотапа. С начала XVI века арабов вытеснили португальцы, которые также стремились получить золото, желательно без участия обратившихся в ислам посредников-суахили. Именно с целью найти путь во внутренние районы Африки португалец Антониу Фернандеш (António Fernandes) первым из европейцев в 1514—1516 годах исследовал низовья рек Саве и Замбези.
В атласе английского картографа Роберта Мордена река обозначена как Куана (Cuana) или Замбере (Zambere).

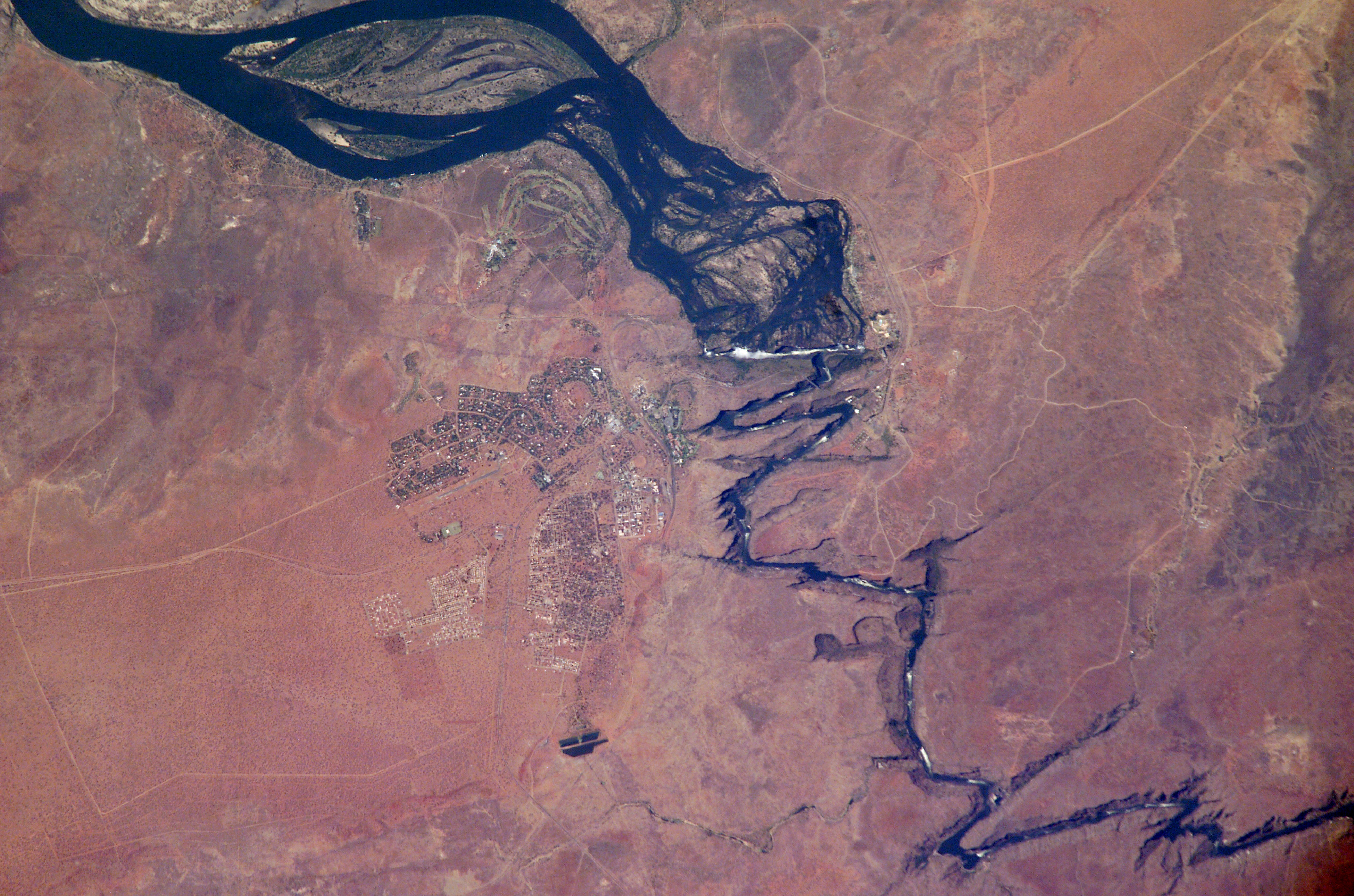
Спутниковое изображение, показывающее Водопад Виктория и последующий ряд ущелий

Первым европейцем, посетившим верхнюю Замбези, был Дэвид Ливингстон. Он добрался до реки во время своего путешествия из Бечуаналенда между 1851 и 1853. Два или три года спустя он спускался по Замбези и в ходе этой поездки обнаружил водопад Виктория. В течение 1858—1860, сопровождаемый Джоном Кирком, Ливингстон поднялся вверх по реке до водопадов Конгоун, а также обнаружил озеро Малави.
В течение следующих 35 лет был проведён ряд исследований реки. В 1889 был обнаружен канал Чайнд, расположенный к северу от главных протоков дельты реки. Две экспедиции во главе с А. С. Хилл-Джиббонсом (1895—1896) продолжили исследования, начатые Ливингстоном в верхнем бассейне и центральном течении реки. Португальский исследователь Серпа Пинто изучал некоторые из западных притоков реки и сделал замеры водопада Виктория в 1878.

## Дикая природа

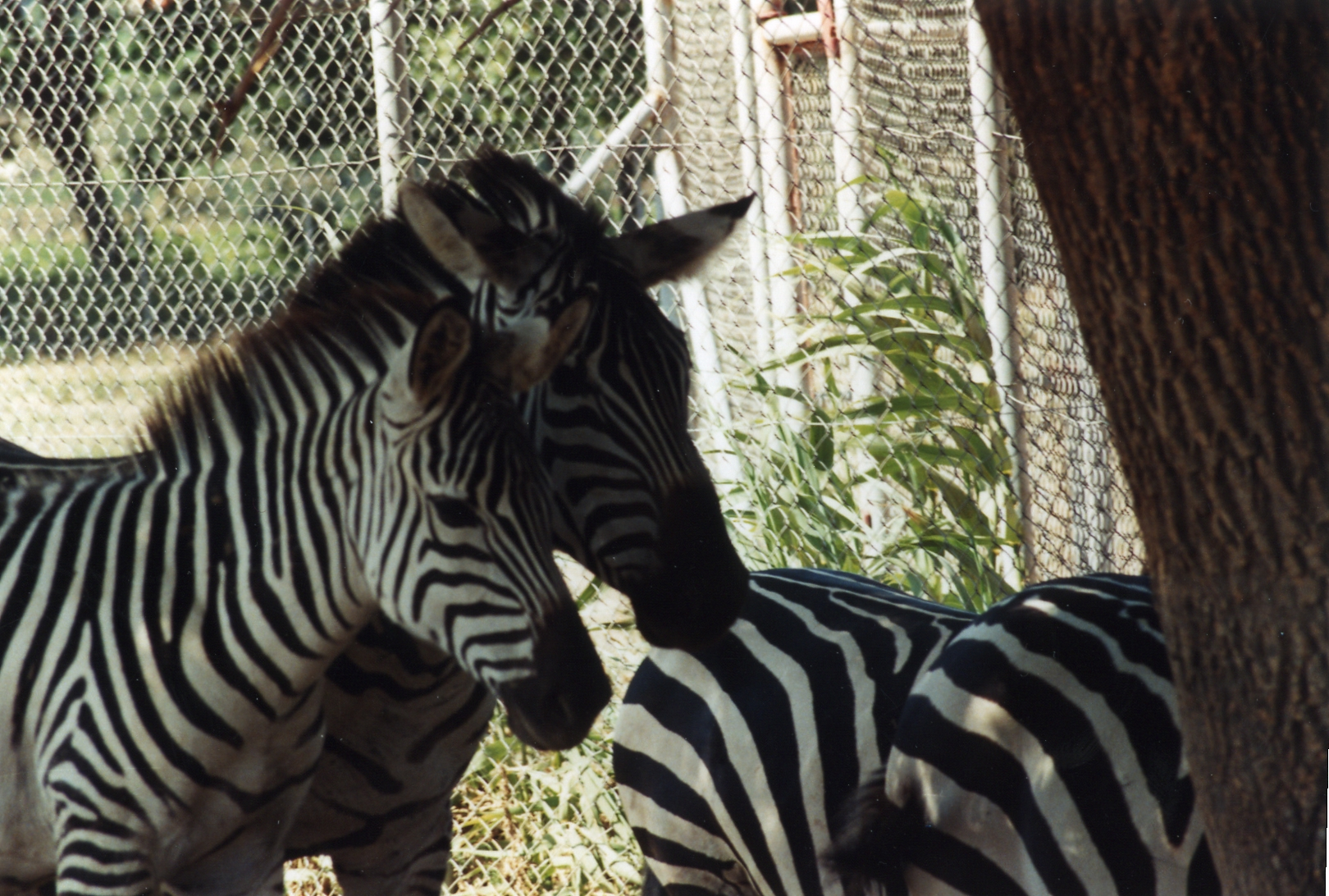
Зебра, обитающая в бассейне реки Замбези

Замбези является средой обитания большого количества популяций диких животных.
Гиппопотамы, обитающие на спокойных отрезках реки, множество крокодилов. Вараны, особые разновидности птиц, включая цаплю, пеликана, белую цаплю и африканского орла.
Прибрежные леса населены стадами крупных животных — буйволами, зебрами, жирафами и слонами. Однако количество крупных млекопитающих сокращается из-за уменьшения площадей заливных пастбищ, вызванного нарушением паводкового режима реки плотинами гидроэлектростанций Кариба и Кабора Басса.
В Замбези обитает несколько сотен видов рыб, некоторые из которых являются эндемиками. Наиболее важными являются цихлиды, сомы, зубатки, терапоны и других. В реке водится акула-бык (тупорылая акула), также известная как Акула Замбези, хотя она встречается и в других странах. Эти акулы живут не только в морских водах на побережье, но и в Замбези и её притоках в глубине материка.

## Экономика

Замбези возле реки Монго

Население долины реки Замбези оценивается приблизительно в 32 миллиона человек. Около 80 % населения долины заняты сельским хозяйством, и поймы верховья реки обеспечивает их плодородной почвой.
Рыболовство весьма интенсивно, так как к местным рыбакам прибавляются люди из засушливых мест, которые совершают довольно длительные путешествия, ради прокорма семьи. В некоторых городах Замбии на дорогах, идущих к реке взимаются неофициальные налоги на ловлю рыбы для лиц пришедших из другой части страны. Так же как ловля рыбы для пищи, спортивный лов рыбы — существенная составляющая экономики на некоторых участках реки.
Между Монгу и Ливингстоном расположены несколько сафари, которые обслуживают туристов-рыболовов. Также рыбу ловят для продажи любителям аквариума.
На реке построены 2 крупные гидроэлектростанции — Кариба ГЭС, которая обеспечивает электроэнергией Замбию и Зимбабве, и Кабора-Басса ГЭС в Мозамбике, которая обеспечивает электроэнергией Зимбабве и ЮАР.
Есть также небольшая электростанция в городе Ливингстон (Замбия).

## Транспортное значение
В своём течении река часто проходит сквозь пороги и стремнины, и, таким образом, сквозное судоходство на ней невозможно. Однако на небольшие расстояния гораздо удобнее передвигаться по реке на лодке, нежели ехать по регулярно размываемым наводнениями грунтовым дорогам, а в некоторые деревни возможно попасть лишь водным путём.
На всём своём протяжении реку пересекает лишь несколько мостов. Мост в городке Виктория-Фолс был первым, его строительство было закончено в апреле 1905 года. Первоначально он был предназначен для планировавшейся Сесилом Родсом железнодорожной линии от Кейптауна до Каира. Теперь по этому посту проходит так же и автомобильное трансафриканское Шоссе Каир-Кейптаун. Общая длина моста — 198 м, длина единственного пролёта — 156,5 м, высота моста над поверхностью воды — 128 м.
Более поздние мосты были построены в Чирунду в Замбии (1939, перестроен в 2003), Тете в Мозамбике (1960-е) и Чинвинги в северной Замбии в 1970-х (пешеходный). В 1959 была построена ГЭС Кариба, по плотине которой автомобили с одного берега Замбези могут проехать на противоположный.
В 2004 было завершено строительство моста между городами Сешеке в Замбии и Катима-Мулило в Намибии — последнего участка шоссе Транскаприви, соединившего Лусаку в Замбии с Уолфиш-Беем на намибийском побережье. 10 мая 2021 года было открыто движение по мосту Казунгула на границе Замбии и Ботсваны.

## Экология

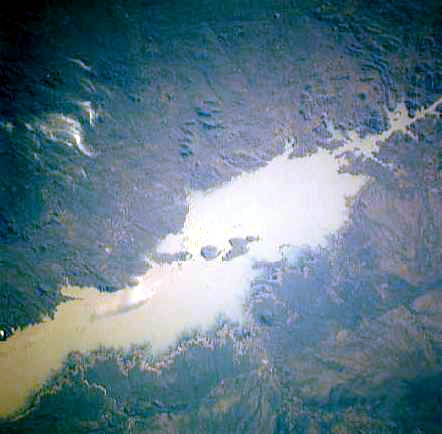
Водохранилище Кабора-Басса в Мозамбике

Сброс сточных вод — главная причина загрязнения воды вокруг городов. Из-за отсутствия очистных сооружений, сточные воды сбрасываются в реку напрямую, безо всякой очистки, что приводит к развитию таких тяжёлых заболеваний, как холера, сыпной тиф и дизентерия.
Строительство двух больших плотин, регулирующих сток реки, оказало серьёзное воздействие как на дикую природу, так и на заселённые области в нижнем течении Замбези. Когда в 1973 году была сооружена плотина Кабора-Басса ГЭС, созданное ею водохранилище было наполнено всего лишь за один сезон дождей, вопреки рекомендациям наполнять его по крайней мере в течение двух лет.
Резкое сокращение стока привело к 40%-му уменьшению зоны распространения мангровых лесов, увеличению эрозии побережья и 60%-му сокращению вылова креветок в районе устья реки из-за сокращения выноса ила и минеральных элементов.

## Основные населённые пункты
Вдоль большей части течения реки население невелико, на реке имеются следующие города:
- Монгу
- Лакалу
- Катима Мулило (Намибия), Сешеке (Замбия)
- Ливингстон (Замбия), Виктория Фолс (Зимбабве)
- Кариба
- Сонго
- Тете
- Лилуи (Замбия)

## В астрономии
В честь Замбезии назван астероид (1242) Замбезия, открытый 28 апреля 1932 года южноафриканским астрономом Сирилом Джексоном в обсерватории Йоханнесбурга.